# Parachorius
Parachorius is een geslacht van kevers uit de familie van de bladsprietkevers (Scarabaeidae).

## Soorten
- Parachorius asymmetricus Tarasov, 2017[2]
- Parachorius bolavensis Tarasov, 2017[2]
- Parachorius fukiensis (Balthasar, 1960)
  - =[2] Cassolus fukiensis Balthasar, 1960
- Parachorius fungorum Kryzhanovsky & Medvedev, 1966
  - = Parachorius krali Utsunomiya & Masumoto, 2001
- Parachorius globosus Arrow, 1931
  - = Heteroateuchus oberthueri Paulian, 1935
- Parachorius gotoi (Masumoto, 1986)
  - =[2] Cassolus gotoi Masumoto, 1986
- Parachorius hookeri Arrow, 1931
- Parachorius humeralis (Arrow, 1907)
  - =[2] Cassolus humeralis Arrow, 1907
- Parachorius javanus (Boucomont, 1914)
  - =[2] Cassolus javanus Boucomont, 1914
- Parachorius longipenis Tarasov, 2017[2]
- Parachorius maruyamai Masumoto, Ochi, & Sakchoowong, 2012
- Parachorius newthayerae Tarasov, 2017[2]
- Parachorius nudus (Sharp, 1875)
  - =[2] Cassolus nudus Sharp, 1875
  - = Panelus quadridentatus Balthasar, 1952
  - = Cassolus quadridentatus Balthasar, 1963
- Parachorius peninsularis (Arrow, 1907)
  - =[2] Cassolus peninsularis Arrow, 1907
  - = Cassolus pongchaii Masumoto, 1989
- Parachorius pseudojavanus Tarasov, 2017[2]
- Parachorius schuelkei Tarasov, 2017[2]
- Parachorius semsanganus Tarasov & Keith, 2011[5]
- Parachorius solodovnikovi Tarasov, 2017[2]
- Parachorius thomsoni Harold, 1873
  - = Parachorius lannathai Hanboonsong & Masumoto, 2001